# Новоселово (Зубцовский район)
Новоселово — деревня в Зубцовском районе Тверской области.

## История
Первое упоминание о деревне относится к 1873 году.
Во времена 2-й мировой войны 15 человек из Новоселова было убито нацистами.

## Население
| 2008 | 2010 |
| ---- | ---- |
| 0    | ↗8   |

## Климат
Умеренно континентальный

## География
Местность равнинная.
С запада от деревни расположено Вазузское водохранилище.
Деревня со всех сторон окружена отрывками перелесков.
Главная улица отходит от региональной трассы 28А-0386.
Высота над уровнем моря 202,4 м.